# الروضة (جريدة)
الروضة هي دورية تصدر باللغة العربية أسسها عبدالحسين الأزري في بغداد عام 1909م.
1. 1 2 3 4 5  وصلة مرجع: https://projectjaraid.github.io.
2. 1 2  مذكور في: تاريخ الصحافة العربية. المُؤَلِّف: فيليب دي طرازي. الناشر: المطبعة الأدبية. لغة العمل أو لغة الاسم: العربية. تاريخ النشر: 1913.